# منخر الأسد
منخر الأسد هو نجم يقع في مقدمة رأس الأسد حسب تخيل العرب القدماء له لكن بالشكل الحديث لمجموعة الأسد فقد أصبح نجم منخر الأسد خارج مجموعة النجوم (فكوكبة الأسد المعروفة حديثا تتألف من تسعة نجومٍ فقط). يبلغ قدره الظاهري 4,46 ويبعد عنا 213 سنة ضوئية تقريباً.
.
.